# اللكمة (القفر)

تعديل مصدري - تعديل

اللكمة محلة تابعة لقرية نمير، التابعة لعزلة بني مبارز بمديرية القفر إحدى مديريات محافظة إب في الجمهورية اليمنية، بلغ تعداد سكانها 236 حسب تعداد اليمن لعام 2004.